# Jiz Lee
Jiz Lee   (Makawao, 30 d'octubre de 1980) és una estrella del porno nord-americana molt destacada en la categoria del porno queer. Defensa la producció i el consum ètic de pornografia i dels drets laborals i l'autonomia sexual dels artistes d'entreteniment per a adults.
Lee és genderqueer i utilitza el pronom de gènere neutre they.

## Carrera cinematogràfica per a adults
La primera pel·lícula pornogràfica de Lee va ser The Crash Pad for Pink and White Productions, estrenada el 2005. Lee inicialment només ha realitzat escenes de pel·lícules amb amants i es descriu com a "autoagent⁣", només treballant amb directors amb qui es reuneix abans. Jiz Lee va continuar treballant amb Pink and White Productions al llargmetratge de Shine Louise Houston 'SNAPSHOT'.

## Crèdits de pantalla
A més dels seus crèdits a la pantalla per a adults, Jiz Lee ha aparegut en nombrosos altres projectes queer i trans, inclosa la comèdia romàntica d'errors de la directora afroamericana Cheryl Dunye', en la qual Lee apareix amb un repartiment internacional que incloïa Black Boricua i la intèrpret porno Papi Coxxx.
Va tenir un paper recurrent com Pony, una dominatrix del personatge Sarah Pfefferman, a la sèrie Transparent.
També ha aparegut a Sense8, la sèrie de televisió de ciència-ficció creada per l'equip de producció de les productores transgènere Lana i Lilly Wachowski.
També va interpretar el paper de bessones unides genderfluid al vídeo de la producció teatral de The Residents de l'àlbum God in Three Persons estrenat al MoMA el gener de 2020.

## Activisme
Hom coneix Lee com un individu defensor dels drets de les treballadores sexuals i s'autodescriu com a "activista del plaer". Dirigeix l'experiment filantròpic de pornografia "Karma Pervs", que busca recaptar fons per a les causes de les treballadores sexuals. Jiz Lee també és una figura important en el gènere de la pornografia queer, i es considera una persona visible de gènere en el porno. Finalment, es considera que ha fet grans aportacions a la pornografia feminista i la pornografia femenina. Tanmateix, Lee no utilitza el terme "porno feminista" i ha afirmat que el terme implica que el porno no pot ser inherentment feminista.
La creixent popularitat de Lee es pot atribuir en part a la quantitat creixent de producció de pornografia feminista i pornografia queer. Aquests gèneres de porno han crescut significativament en màrqueting i consum al segle xxi.
Lee ha guionat i editat Coming Out Like a Porn Star, que recopila les històries d'intèrprets adultes. El llibre es va inspirar en les mateixes lluites de Lee per "explicar" a la seva família sobre treballar a la indústria de l'entreteniment per a adults. Una revisió va definir el llibre com "una lliçó de comportament i prejudicis socials" dirigida a artistes adults. L'estudiosa del porno Lynn Comella va descriure el llibre com "un testimoni del poder de la narració i de la importància que les treballadores sexuals expliquin les seves històries amb les seves pròpies paraules". Lee ha escrit tant sobre feminisme com porno.
Lee ha comparegut en entrevistes en diversos articles sobre temes feministes, queer i trans, especialment sobre pornografia queer. Ha parlat a institucions acadèmiques, com Stanford i UC Berkeley, sobre la sexualitat queer i les seves experiències en el porno. En nombrosos contextos, Lee, en les seves declaracions públiques, ha abordat específicament la importància d'utilitzar pronoms de gènere neutre.

## Vida personal
Jiz Lee es va graduar a Mills College.
A Lee se li va assignar el gènere femení en néixer, però és genderqueer, i utilitza els pronoms neutres de gènere ells i elles.
Lee ha mantingut una relació amb els intèrprets pornogràfics Syd Blakovich i Dallas. Amb Blakovich, van crear la col·laboració de quatre anys d'art escènic "Twincest" el 2004.

## Premis i nominacions
| Any  | Cerimònia | Categoria                        | Obra                                              | Resultat  |
| ---- | --------- | -------------------------------- | ------------------------------------------------- | --------- |
| 2010 | AVN       | Best New Web Starlet             | N/D                                               | Nominat   |
| 2010 | FPA       | The Boundary Breaker             | N/D                                               | Guanyador |
| 2012 | AVN       | Best All-Girl Group Sex Scene    | Taxi 2 (shared with Madison Young and Nic Switch) | Nominat   |
| 2012 | AVN       | Best Girl/Girl Sex Scene         | Cherry 2 (shared with Andy San Dimas)             | Nominat   |
| 2014 | XBIZ      | Best Scene - Non-Feature Release | Girl/Boy (shared with Manuel Ferrara)             | Nominat   |
| 2015 | AVN       | Best Girl/Girl Sex Scene         | Tombois 2 (shared with Sovereign Syre)            | Nominat   |

## Publicacions
- They came to see the [queer] porn star talk. In: Porn Studies. Vol. 2, No. 2–3, Taylor & Francis, London 2015, ISSN 2326-8743, pp. 272–274.
- Jiz Lee und Rebecca Sullivan: Porn and labour: the labour of porn studies. In: Jiz Lee und Rebecca Sullivan (Hrsg.): Porn Studies, Vol. 3, No. 2, Taylor & Francis, London 27. Juli 2016, ISSN 2326-8743, pp. 104–106. Issue online
- Uncategorized: Genderqueer Identity and Performance in Independent and Mainstream Porn. In: Tristan Taormino (Hrsg.): The Feminist Porn Book: The Politics of Producing Pleasure. The Feminist Press at CUNY, New York 2013, ISBN 978-1558618183, pp. 273–278.
- Coedició: Coming Out Like a Porn Star: Essays on Pornography, Protection, and Privacy. ThreeL Media, Los Angeles 2015, ISBN 978-0990557166.
- Com a model: Dave Naz: Genderqueer: And Other Gender Identities. Rare Bird Books, Los Angeles 2014, ISBN 978-1940207261.